# Sa Foradada

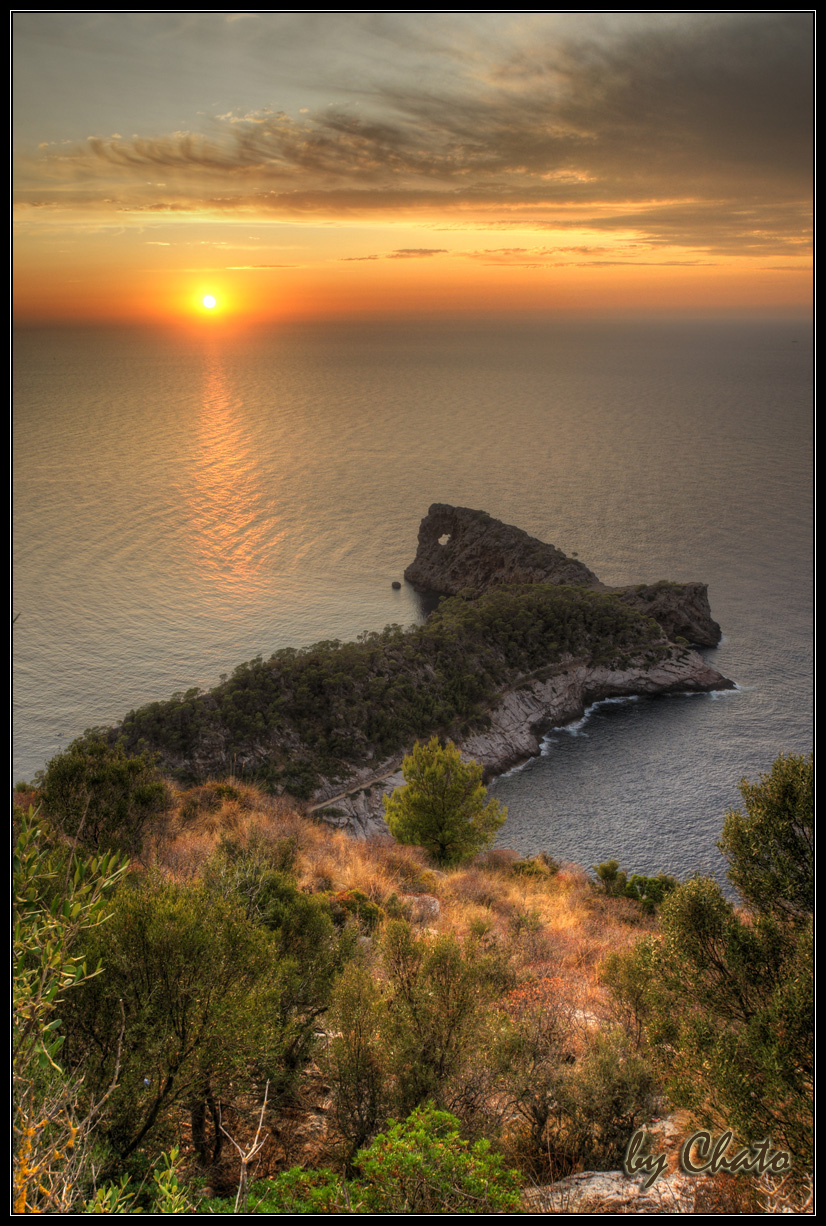
Sa Foradada

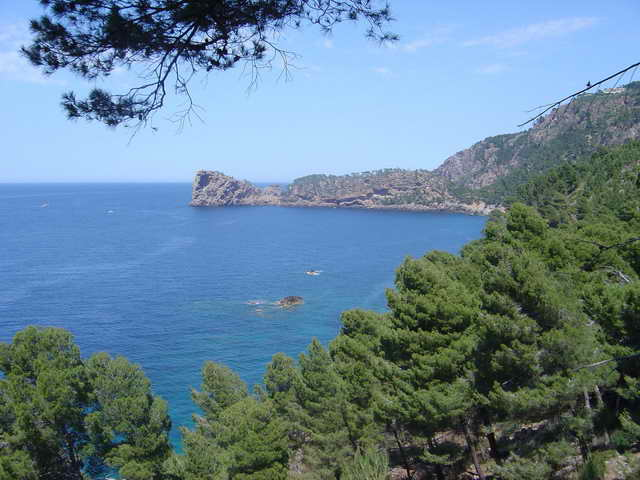
Sa Foradada gesehen von Westen

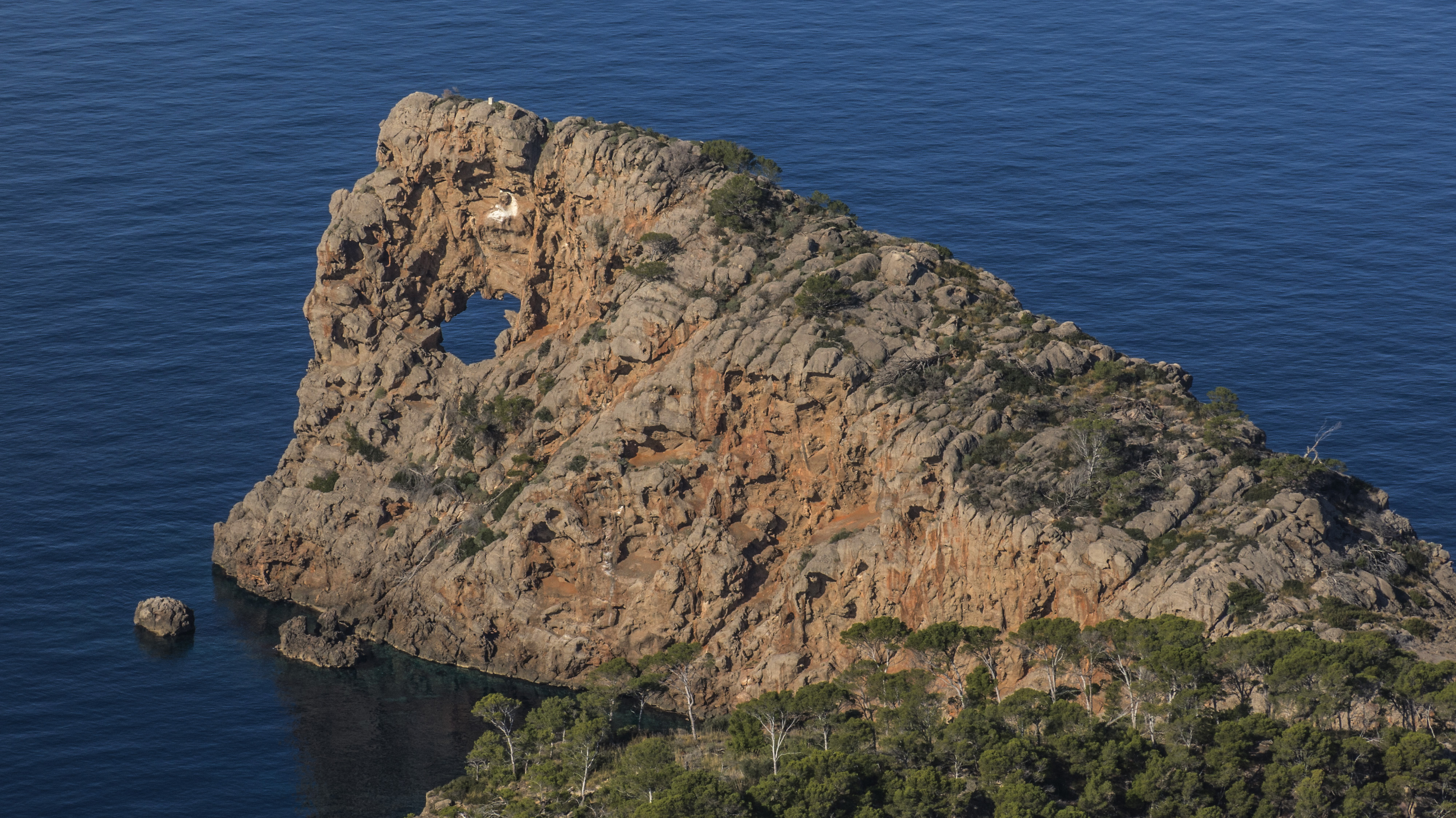
Sa Foradada mit Felsöffnung

Sa Foradada (deutsch „Die Durchlöcherte“) ist eine Halbinsel an der Nordküste der spanischen Mittelmeerinsel Mallorca im Gemeindegebiet Deià. Der markant ins Meer ragende Landvorsprung ist von vielen Aussichtspunkten ein weithin sichtbarer Blickfang. Die unbewohnte Halbinsel kann lediglich per Schiff oder im Rahmen einer Wanderung erreicht werden.

## Geschichte
Die Halbinsel wurde um 1877 von Ludwig Salvator von Österreich-Toskana zusammen mit dem oberhalb davon gelegenen Landsitz Son Marroig und benachbarten Ländereien erworben. Wenig später ließ der auf Mallorca „Arciduc“ (Erzherzog) genannte Adlige aus dem Hause Habsburg von Son Marroig aus einen von Aussichtsplätzen gesäumten Reitweg hinab nach Sa Foradada anlegen. Die Bucht an der westlichen Seite der Halbinsel bot einen geschützten Ankerplatz für die herzogliche Dampfyacht „Nixe“.

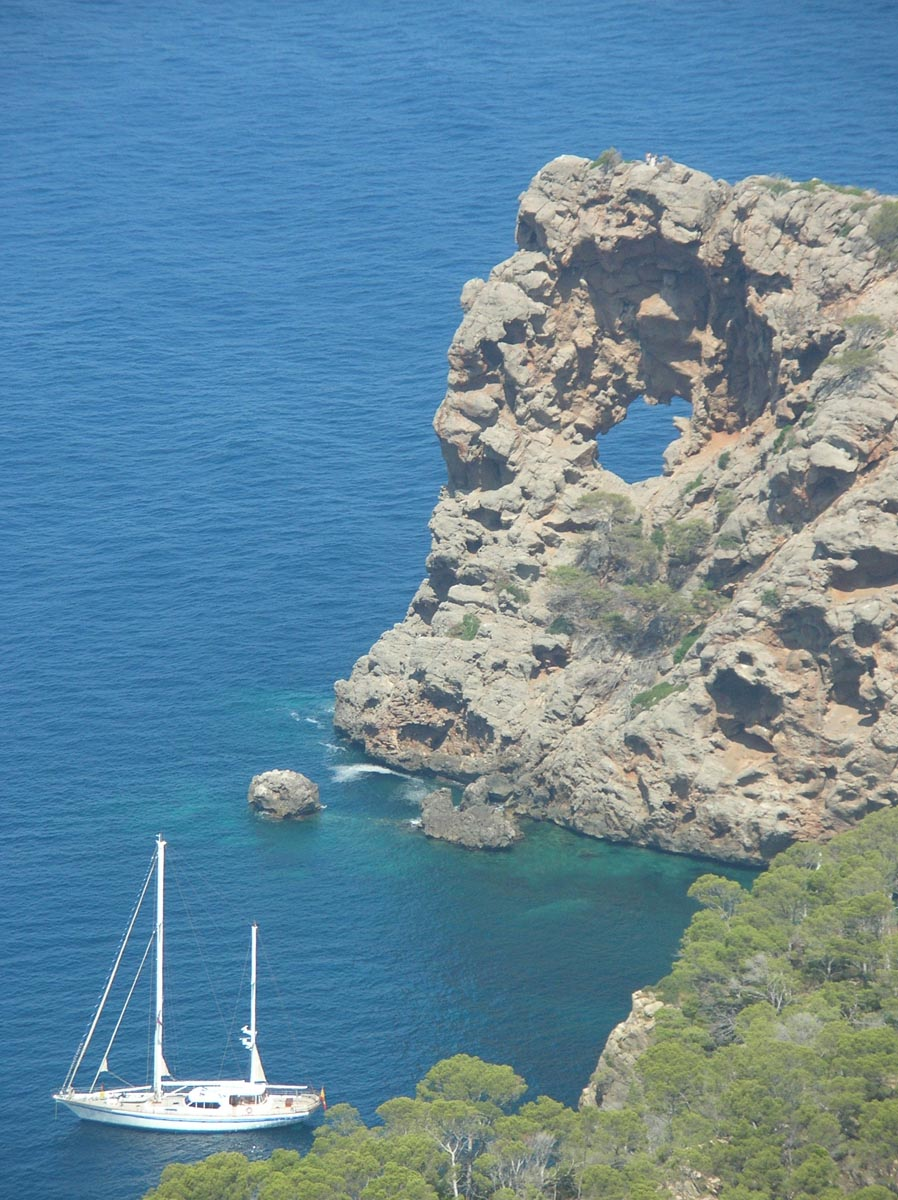
Ankerplatz in der Bucht von Sa Foradada

Nach dem Tod des Erzherzogs im Jahr 1915 ging die Halbinsel in das private Eigentum einer spanischen Familie über. Im ehemaligen Herrenhaus Son Marroig widmet sich seit 1922 ein Museum dem Lebenswerk von Ludwig Salvator.

## Lage und Größe
Die lediglich knapp 150 Meter breite Halbinsel am Fuß der Küstenberge der Serra de Tramuntana ragt etwa 400 Meter ins Meer hinein. Der bewaldete Felsrücken misst an der höchsten Stelle 85 Meter. Inmitten der Steilküste befindet sich eine durch Erosion entstandene Öffnung mit einem Durchmesser von 18 Meter, diese ist als das „berühmteste Loch Mallorcas“ bekannt. Die runde Öffnung liegt etwa 40 Meter über dem Meeresspiegel.

## Zugang
Einen leicht zugänglichen Aussichtspunkt auf Sa Foradada erlaubt die Landstraße Ma-10, die Deiá mit dem Nachbarort Valldemossa verbindet. Am Kilometerstein 65,5 befindet sich neben einer Cafeteria der Mirador de sa Foradada, von dem sich aus 260 Meter Höhe ein Tiefblick auf die zu Füßen liegende Halbinsel ergibt. Am nur wenige Schritte entfernten Landgut Son Marroig beginnt der unter Ludwig Salvator in den steil abfallenden Küstenhang gelegte ehemalige Reitweg, auf dem zu Fuß in einer guten Stunde nach Sa Foradada abgestiegen werden kann.
Eine von Ludwig Salvator erbaute Aussichtsplattform mit ebenfalls spektakulärer Aussicht auf Sa Foradada erlaubt der Mirador des Tudons. Er befindet sich am Wanderweg nahe der Ermita de la Trinitat etwas oberhalb der Landstraße Ma-10.

## Zitat
„Son Marroig (...) ist das am schönsten gelegene Haus Mallorcas. Die Foradada hat man hier zu Füßen.“